# Тара (мерење)
Тара (Tara) је термин који се користи приликом мерења. Тара је разлика између бруто (Brutto) и нето (Netto) тежине.
Пример: Бруто тежина је тежина са амбалажом, а нето тежина је без амбалаже.